# Diócesis de San Roque de Presidencia Roque Sáenz Peña
La diócesis de San Roque de Presidencia Roque Sáenz Peña (en latín: Dioecesis Sancti Rochi) es una circunscripción eclesiástica de la Iglesia católica en Argentina. Se trata de una diócesis latina, sufragánea de la arquidiócesis de Resistencia. Desde el 22 de abril de 2008 su obispo es Hugo Nicolás Barbaro.

## Territorio y organización

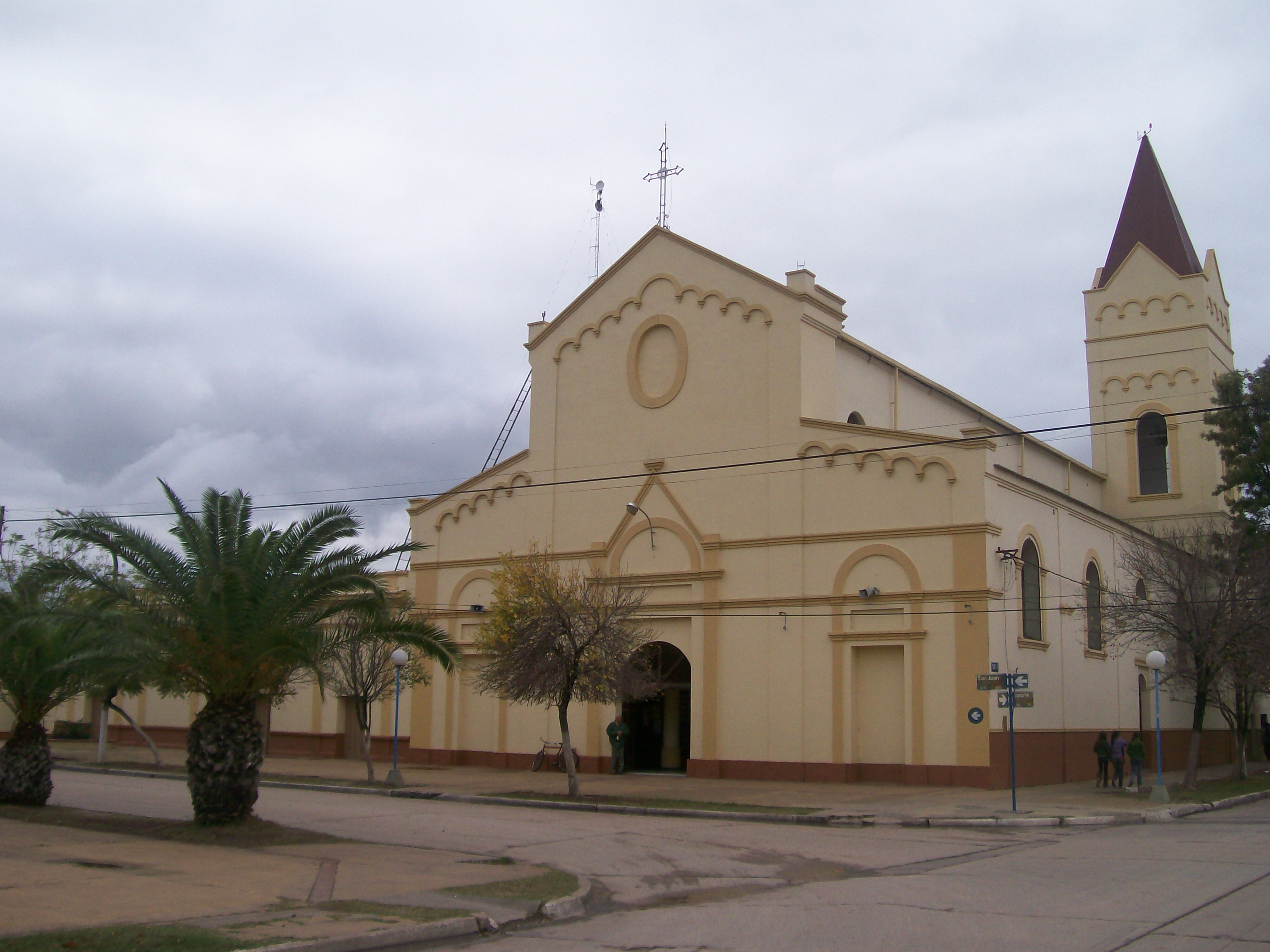
Parroquia de Quitilipi

La diócesis tiene 71 303 km² y extiende su jurisdicción sobre los fieles católicos de rito latino residentes en la provincia del Chaco en los departamentos de: Almirante Brown, Chacabuco, Comandante Fernández, Dos de Abril, Maipú, Mayor Luis Jorge Fontana, Doce de Octubre, Fray Justo Santa María de Oro, General Belgrano, General Güemes, Independencia, Nueve de Julio, O'Higgins, Quitilipi, San Lorenzo y Veinticinco de Mayo.

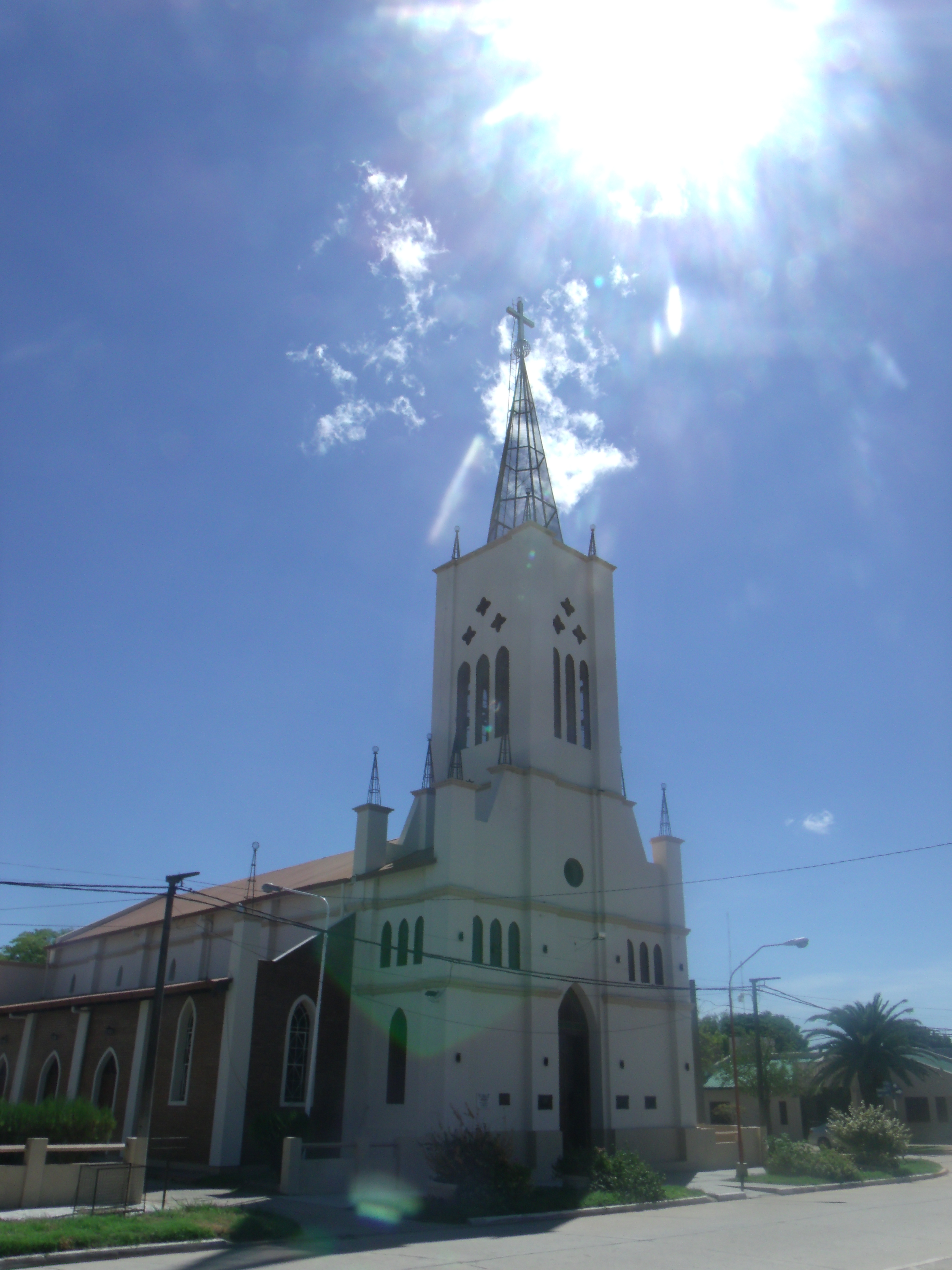
Iglesia principal de Charata

La sede de la diócesis se encuentra en la ciudad de Presidencia Roque Sáenz Peña, en donde se halla la Catedral de San Roque. 
En 2020 en la diócesis existían 24 parroquias.

## Historia
La diócesis de San Roque fue erigida el 12 de agosto de 1963 con la bula Supremum Ecclesiae del papa Pablo VI, obteniendo el territorio de la diócesis de Resistencia (hoy arquidiócesis).
Originalmente sufragánea de la arquidiócesis de Corrientes, el 28 de febrero de 1984 pasó a formar parte de la provincia eclesiástica de la arquidiócesis de Resistencia.
El 28 de febrero de 1992 asumió su nombre actual en virtud del decreto Ad earum politicam de la Congregación para los Obispos.
Desde su erección ha tenido cuatro obispos titulares, en 2014 el papa Francisco decidió nombrar un obispo auxiliar para colaborar en la misión y actividades pastorales que exige su extenso territorio, recibiendo la designación el sacerdote Gustavo Montini.
En su inicio, desarrollo y consolidación han tenido un rol fundamental diversas órdenes y congregaciones religiosas, destacándose entre las mismas la Orden de Frailes Menores con sus obras en la zona de Quitilipi y Misión Nueva Pompeya, actualmente a cargo de la Fundación Apostólica Mariana y de los hermanos Maristas, respectivamente; y la Congregación del Santísimo Redentor de la viceprovincia polaca, que organizó misiones populares en las regiones de Charata y Villa Ángela, dedicándose a la atención pastoral de parroquias de las que dependen gran número de capillas. En la actualidad los sacerdotes redentoristas continúan trabajando en las parroquias Nuestra Señora del Perpetuo Socorro de Charata y Sagrado Corazón de Jesús en Villa Angela.
El santuario de la Virgen de Mesón de Fierro, centro de peregrinación mariana en la diócesis, tuvo como promotor al misionero polaco Mariano Kieniarski, quien durante los años en que estuvo a cargo de su atención pastoral en la década de 1990 tuvo como misión primordial fortalecer la vida de oración y evangelización de la capilla.
En la ciudad de Roque Sáenz Peña, la Pequeña Obra de la Divina Providencia, fundada por Don Orione, lleva adelante su obra de atención, contención y ayuda a personas en situación de necesidad y enfermedad, teniendo como centro el Pequeño Cottolengo Don Orione. También la Pía Sociedad de San Cayetano ha contribuido en forma sustantiva por medio la educación, siendo el "Instituto Politécnico Juan XXIII" una de las instituciones de mayor importancia en el sistema educativo de la ciudad.
A mediados de la década de 1990 se fundó un preseminario, lugar en el cual las personas que manifestaran inquietud por la vocación sacerdotal pudiesen recibir acompañamiento, formación y experiencia de vida comunitaria, como período previo a su admisión al seminario interdiocesano "La Encarnación", ubicado en la ciudad capital de la provincia del Chaco, Resistencia, en el cual estudian filosofía y teología los seminaristas de la diócesis. Aunque en los últimos años, a instancias del actual obispo Hugo Barbaro, algunos formandos completan la etapa de estudios teológicos en la ciudad de Roma.

## Estadísticas
Según el Anuario Pontificio 2021 la diócesis tenía a fines de 2020 un total de 504 978 fieles bautizados.
| Año                                                                             | Población            | Población | Población      | Sacerdotes | Sacerdotes    | Sacerdotes    | Bautizados por sacerdote | Diáconos permanentes | Religiosos | Religiosos | Parroquias |
| Año                                                                             | Bautizados católicos | Total     | % de católicos | Total      | Clero secular | Clero regular | Bautizados por sacerdote | Diáconos permanentes | Varones    | Mujeres    | Parroquias |
| ------------------------------------------------------------------------------- | -------------------- | --------- | -------------- | ---------- | ------------- | ------------- | ------------------------ | -------------------- | ---------- | ---------- | ---------- |
| 1966                                                                            | 288 000              | 360 000   | 80.0           | 34         | 10            | 24            | 8470                     |                      |            |            | 13         |
| 1970                                                                            | 240 000              | 300 000   | 80.0           | 40         | 14            | 26            | 6000                     | 1                    | 30         | 73         | 19         |
| 1976                                                                            | 300 000              | 360 000   | 83.3           | 37         | 10            | 27            | 8108                     | 4                    | 30         | 85         | 21         |
| 1980                                                                            | 340 000              | 380 850   | 89.3           | 36         | 13            | 23            | 9444                     | 3                    | 31         | 75         | 21         |
| 1990                                                                            | 360 000              | 400 000   | 90.0           | 33         | 12            | 21            | 10 909                   | 2                    | 27         | 88         | 21         |
| 1999                                                                            | 370 000              | 415 000   | 89.2           | 50         | 24            | 26            | 7400                     | 3                    | 36         | 97         | 23         |
| 2000                                                                            | 370 000              | 415 000   | 89.2           | 50         | 24            | 26            | 7400                     | 3                    | 36         | 97         | 23         |
| 2001                                                                            | 380 000              | 427 000   | 89.0           | 41         | 20            | 21            | 9268                     | 3                    | 29         | 87         | 23         |
| 2002                                                                            | 400 000              | 473 600   | 84.5           | 43         | 22            | 21            | 9302                     | 4                    | 29         | 97         | 23         |
| 2003                                                                            | 410 000              | 480 000   | 85.4           | 41         | 20            | 21            | 10 000                   | 5                    | 31         | 97         | 23         |
| 2004                                                                            | 410 000              | 480 000   | 85.4           | 40         | 21            | 19            | 10 250                   | 5                    | 27         | 103        | 23         |
| 2010                                                                            | 436 000              | 511 000   | 85.3           | 41         | 28            | 13            | 10 634                   | 7                    | 21         | 107        | 24         |
| 2014                                                                            | 464 000              | 588 000   | 78.9           | 44         | 29            | 15            | 10 545                   | 2                    | 18         | 102        | 24         |
| 2017                                                                            | 489 582              | 554 079   | 88.4           | 40         | 25            | 15            | 12 239                   | 2                    | 18         | 113        | 24         |
| 2020                                                                            | 504 978              | 625 432   | 80.7           | 42         | 30            | 12            | 12 023                   | 1                    | 14         | 95         | 24         |
| Fuente: Catholic-Hierarchy, que a su vez toma los datos del Anuario Pontificio. |                      |           |                |            |               |               |                          |                      |            |            |            |

## Episcopologio
- Ítalo Severino Di Stéfano † (12 de agosto de 1963-8 de noviembre de 1980 nombrado arzobispo de San Juan de Cuyo)
- Abelardo Francisco Silva † (28 de octubre de 1981-31 de marzo de 1994 nombrado obispo coadjutor de San Miguel)
- José Lorenzo Sartori † (27 de agosto de 1994-22 de abril de 2008 retirado)
- Hugo Nicolás Barbaro, desde el 22 de abril de 2008

## Galería

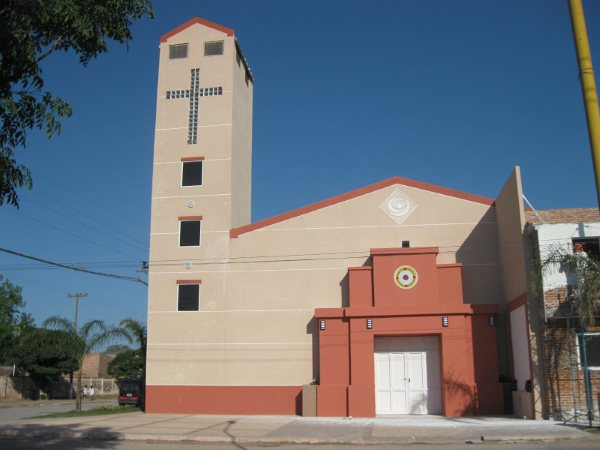
Parroquia Santa Rosa de Lima de Taco Pozo
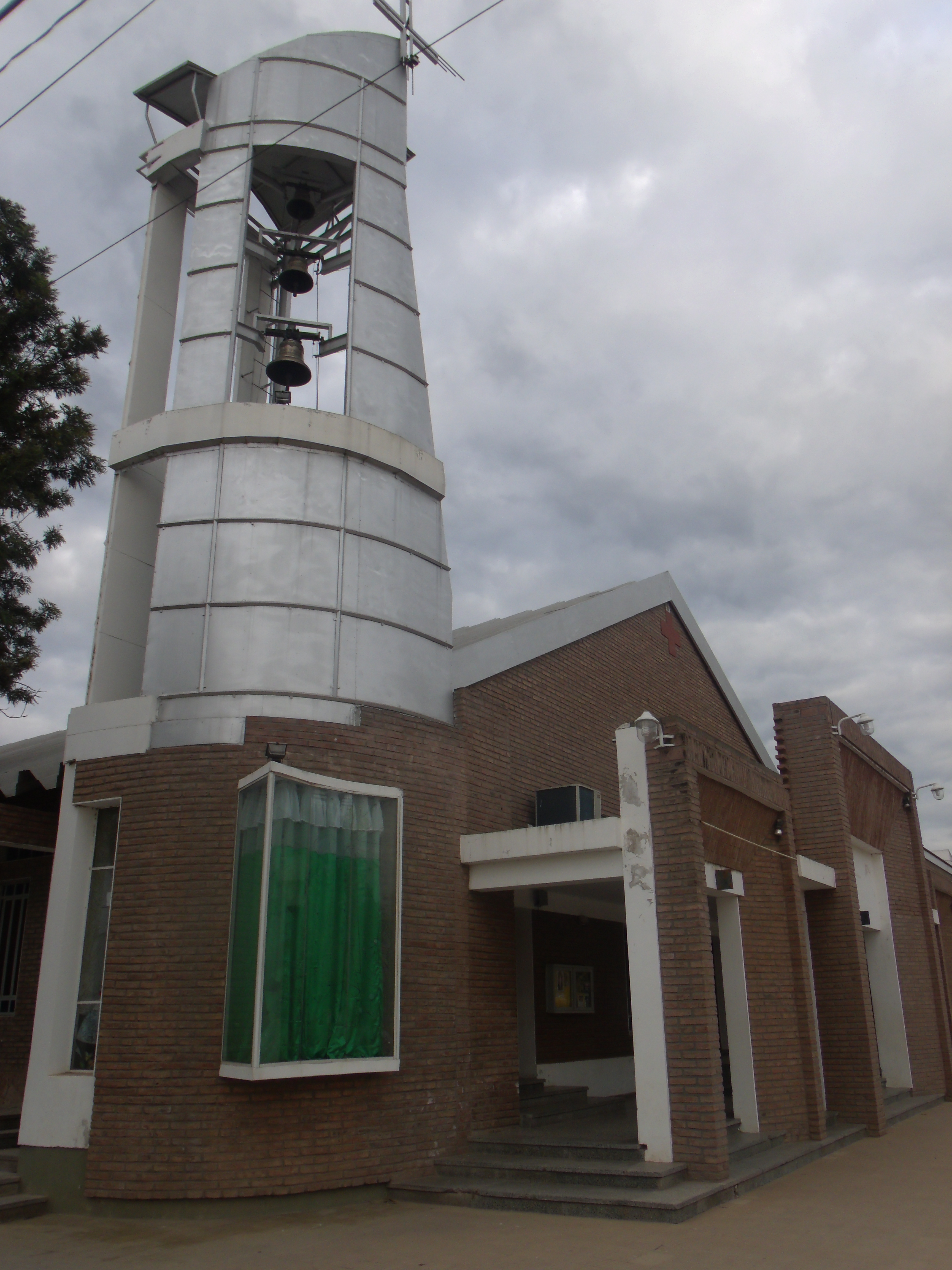
Iglesia de Juan José Castelli
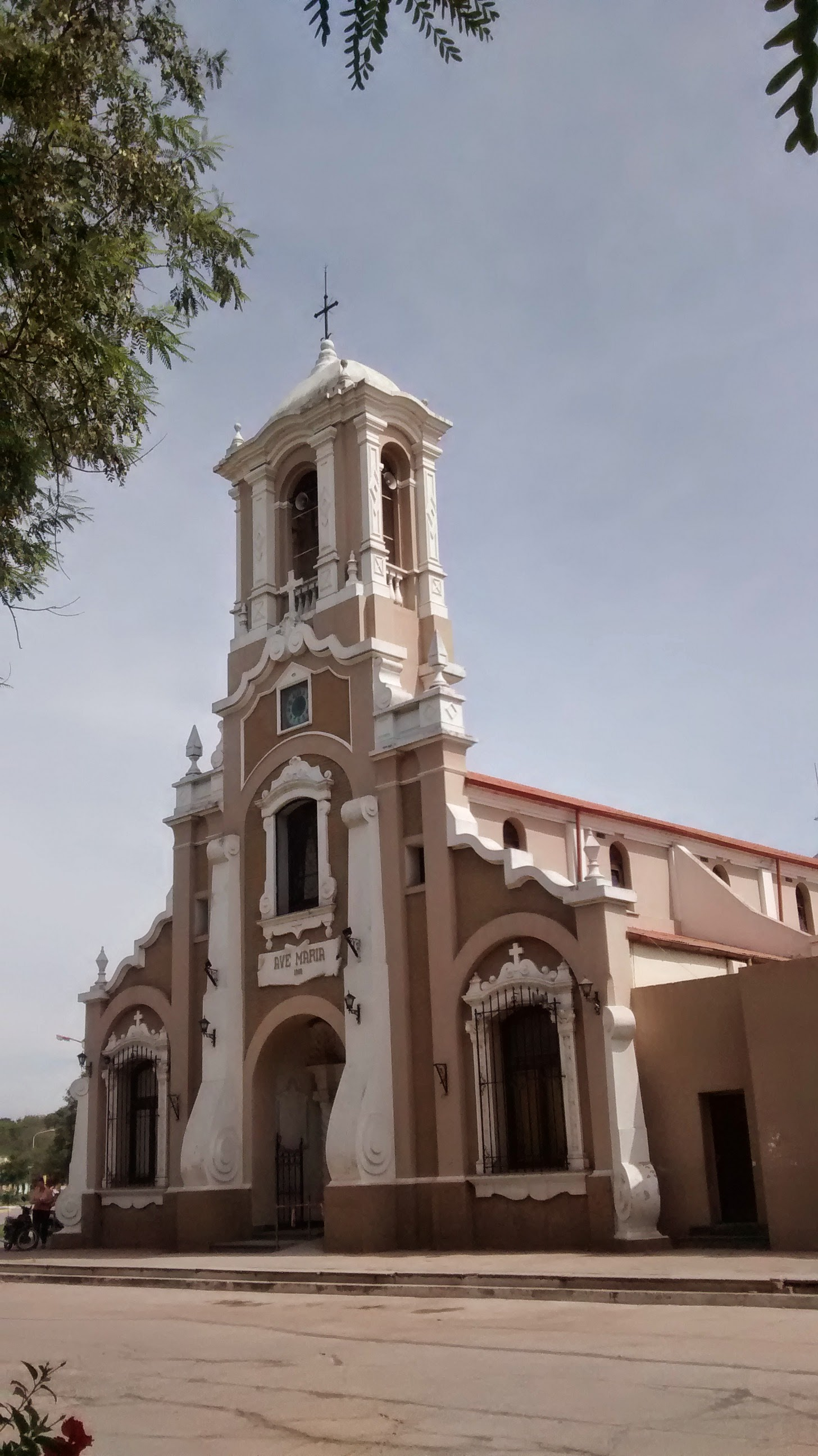
Iglesia principal de Machagai